# Малодеханський сільський округ
Малодеха́нський сільський округ (каз. Кіші Диқан ауылдық округі, рос. Малодеханский сельский округ) — адміністративна одиниця у складі Уйгурського району Алматинської області Казахстану. Адміністративний центр — село Малий Дехан.
Населення — 2640 осіб (2021; 2944 у 2009, 2905 у 1999, 2746 у 1989).
Станом на 1989 рік існувала Малодіканська сільська рада (села Великий Дікан, Малий Дікан).

## Склад
До складу округу входять такі населені пункти:
| Населений пункт     | Населення, осіб (1989) | Населення, осіб (1999) | Населення, осіб (2009) | Населення, осіб (2021) |
| ------------------- | ---------------------- | ---------------------- | ---------------------- | ---------------------- |
| Великий Дехан, село | 868                    | 957                    | 992                    | 886                    |
| Малий Дехан, село   | 1878                   | 1948                   | 1952                   | 1754                   |